# Orpund
Orpund (in einheimischer Mundart Orpung [ˌɔɾˈpuŋ/ˈoːɾpuŋ], frz. Orpond(es)) ist eine politische Gemeinde im Verwaltungskreis Biel/Bienne des Kantons Bern in der Schweiz. Die politische Gemeinde, auch Einwohnergemeinde genannt, umfasst neben dem Dorf Orpund auch das ehemalige Prämonstratenserkloster Gottstatt und den Weiler Zihlwil. Mit den gleichen Grenzen gibt es noch eine Burgergemeinde Orpund.

## Geographie
Orpund befindet sich im Berner Seeland bzw. im Drei-Seen-Land. Die Gemeinde ist Teil der Agglomeration Biel. Sie liegt östlich der Stadt Biel, eingebettet zwischen der Aare (Nidau-Büren-Kanal) im Süden und dem Büttenberg im Norden.
Die Nachbargemeinden von Orpund im Norden beginnend im Uhrzeigersinn sind Safnern, Scheuren, Schwadernau, Brügg und Biel/Bienne. Die südliche Gemeindegrenze bildet die Aare im Nidau-Büren-Kanal.

## Geschichte

Luftbild von Gottstatt und Orpund (1950)

Funde an verschiedenen Stellen auf dem Gemeindegebiet bezeugen die dauernde Anwesenheit von Menschen seit der Jungsteinzeit. Urkundlich ist der Ort seit 1255 als Orpunt / Orpont / Or(t)bunt belegt. Der Ortsname wird auf eine lateinische Fügung *(ad) aur(e)um pontem, «an der goldgelben Brücke» zurückgeführt.
1255 übergaben die Grafen von Neuenburg-Nidau das in ihrer Herrschaft liegende Orpund dem von ihnen gegründeten Kloster Gottstatt und übten als Vögte die Gerichtsbarkeit aus. Ende des 14. Jahrhunderts kam Orpund mit dem restlichen nidauischen Besitz an Bern und zum Gerichtsviertel Scheuren in der Landvogtei Nidau.
Im Zuge der Reformation wurde das Kloster Gottstatt im Jahr 1528 aufgehoben. Die Güter und Kirchensätze fielen an die Republik Bern. Die Klostergebäude dienten 1528–1798 als Sitz der Landvogtei Gottstatt.
Kirchlich gehörte Orpund teils zur Stephanskirche in Mett (heute Teil der Stadt Biel), teils zur Pfarrkirche auf dem Büttenberg. In der Reformation wurde Orpund der neuen evangelisch-reformierten Kirchgemeinde Gottstatt zugeteilt.
Während des Bestehens der Helvetischen Republik (1798–1803) gehörte Orpund zum Distrikt Büren. 1803 kam die Gemeinde zum Oberamt bzw. Amtsbezirk Nidau. Seit 2010 gehört Orpund (wie die meisten Gemeinden des Amtsbezirks Nidau) zum Verwaltungskreis Biel/Bienne.
Im Zuge der Juragewässerkorrektion wurde Orpund durch die Umleitung der Aare in den Bielersee und den Bau des Nidau-Büren-Kanals (1868–1875) von Überschwemmungen (Orpundmoos) befreit. Es wurden aber Grenzbereinigungen mit der jenseits des Kanals liegenden Gemeinde Schwadernau notwendig, welche von ihrem Moos (das nun auf der anderen Seite des Flusslaufs lag) abgeschnitten wurde.

Kloster Gottstatt (zwischen 1754 und 1773)

Die Nähe zur Stadt Biel hatte ab der Mitte des 20. Jahrhunderts ein rasches Wachstum von Bevölkerung und Gewerbe in Orpund zur Folge. 1970 wurde die Sekundarschule eröffnet (Schulverband mit Meinisberg, Safnern und Scheuren).

## Bevölkerung
| Bevölkerungsentwicklung | Bevölkerungsentwicklung | Bevölkerungsentwicklung | Bevölkerungsentwicklung | Bevölkerungsentwicklung | Bevölkerungsentwicklung | Bevölkerungsentwicklung | Bevölkerungsentwicklung | Bevölkerungsentwicklung | Bevölkerungsentwicklung | Bevölkerungsentwicklung | Bevölkerungsentwicklung | Bevölkerungsentwicklung | Bevölkerungsentwicklung |
| ----------------------- | ----------------------- | ----------------------- | ----------------------- | ----------------------- | ----------------------- | ----------------------- | ----------------------- | ----------------------- | ----------------------- | ----------------------- | ----------------------- | ----------------------- | ----------------------- |
| Jahr                    | 1850                    | 1900                    | 1950                    | 1960                    | 1970                    | 1980                    | 1990                    | 2000                    | 2005                    | 2010                    | 2015                    | 2019                    | 2023                    |
| Einwohner               | 446                     | 624                     | 891                     | 1'258                   | 2'013                   | 2'321                   | 2'530                   | 2'530                   | 2'620                   | 2'680                   | 2'675                   | 2'873                   | 3'330                   |

Von den 2'675 Einwohnern waren per 2015 476 Ausländer (17,8 %), per 2019 von den 2'873 Einwohnern 606 (21,1 %), per 2023 von den 3'330 Einwohnern 779 (23,4 %).
Das Bevölkerungswachstum von Orpund war bis etwa 2015 relativ niedrig, in den letzten Jahren ist die Einwohnerzahl deutlich gestiegen.

### Sprachen
Orpund ist zu 86,6 % eine deutschsprachige Gemeinde. 7 % sind französischsprachig.

### Religion
Die Kirche des ehemaligen Prämonstratenserklosters Gottstatt am Nidau-Büren-Kanal ist die heutige Pfarrkirche in Orpund und Teil der evangelisch-reformierten Kirchgemeinde Gottstatt, welcher ein Grossteil der Einwohner angehört.

## Politik
Die Legislative der Gemeinde bildet die Gemeindeversammlung, also die Versammlung aller stimmberechtigten Einwohner. Die Gemeindeversammlung wird mindestens zweimal pro Jahr einberufen.
Der fünfköpfige Gemeinderat ist die Exekutive der Gemeinde. Gemeindepräsident ist Oliver Matti (Stand 2025).
In Orpund sind zurzeit (Stand 2025) zwei Parteien mit Ortsgruppen aktiv: die SVP und die SP.
Die Stimmenanteile der Parteien anlässlich der Nationalratswahl 2023 betrugen: SVP 35,8 % (−1,2 %), SP 23,5 % (+4,0 %), GPS 4,9 % (−3,7 %), glp 7,4 % (±0,0 %), FDP 7,8 % (+1,0 %), Mitte 10,0 % (+1,7 %), EVP 5,6 % (+1,2 %), EDU 3,4 % (+0,4 %).

## Versorgung
Wasser
Orpund ist eine Verbandsgemeinde der Seeländischen Wasserversorgung.

## Verkehr

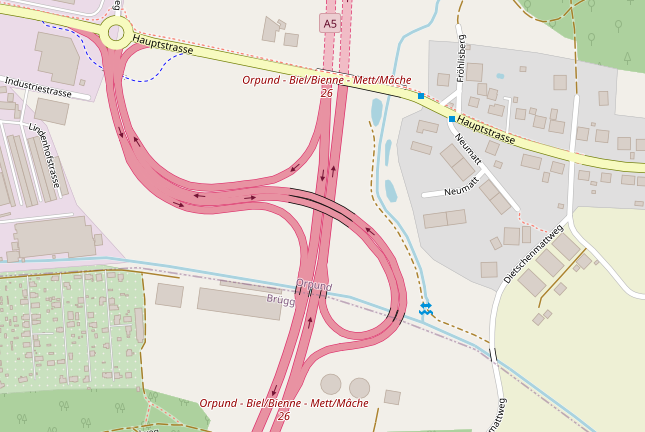
Autobahnausfahrt Orpund/Biel-Mett

Orpund wird von zwei Buslinien der Verkehrsbetriebe Biel (VB) bzw. der Aare Seeland mobil AG (asm) bedient. Die Linien 72 (Biel Bahnhof–Meinisberg) und 75 (Biel Bahnhof–Orpund) verbinden Orpund mit der Stadt Biel und weiteren Gemeinden im Seeland. Ein Nachtbus (Moonliner-Linie M34) auf der Linie Biel/Bienne–Büren an der Aare–Büetigen/Arch bedient Orpund jeweils in den Wochenendnächten (Freitag und Samstag) sowie zu besonderen Gelegenheiten (Silvesternacht, Gründonnerstagnacht, Mittwochnacht vor Auffahrt).
Die heutige Buslinie 72 geht auf die Biel-Meinisberg-Bahn zurück. Diese schmalspurige Eisenbahn wurde von 1913 bis 1923 und von 1926 bis 1940 betrieben und danach auf Autobus umgestellt.
Orpund ist an das Autobahnnetz (Autobahn A5) angeschlossen. Die Autobahnausfahrt Orpund/Biel-Mett liegt im Westen der Gemeinde.

## Sonstiges
Im August findet jeweils das Musikfestival Royal Arena Festival, eines der grössten Hip-Hop-Kulturfestivals der Schweiz, in Orpund statt.

## Partnergemeinde
Seit 1991 ist Brtnice in Tschechien Partnergemeinde von Orpund.

## Bilder

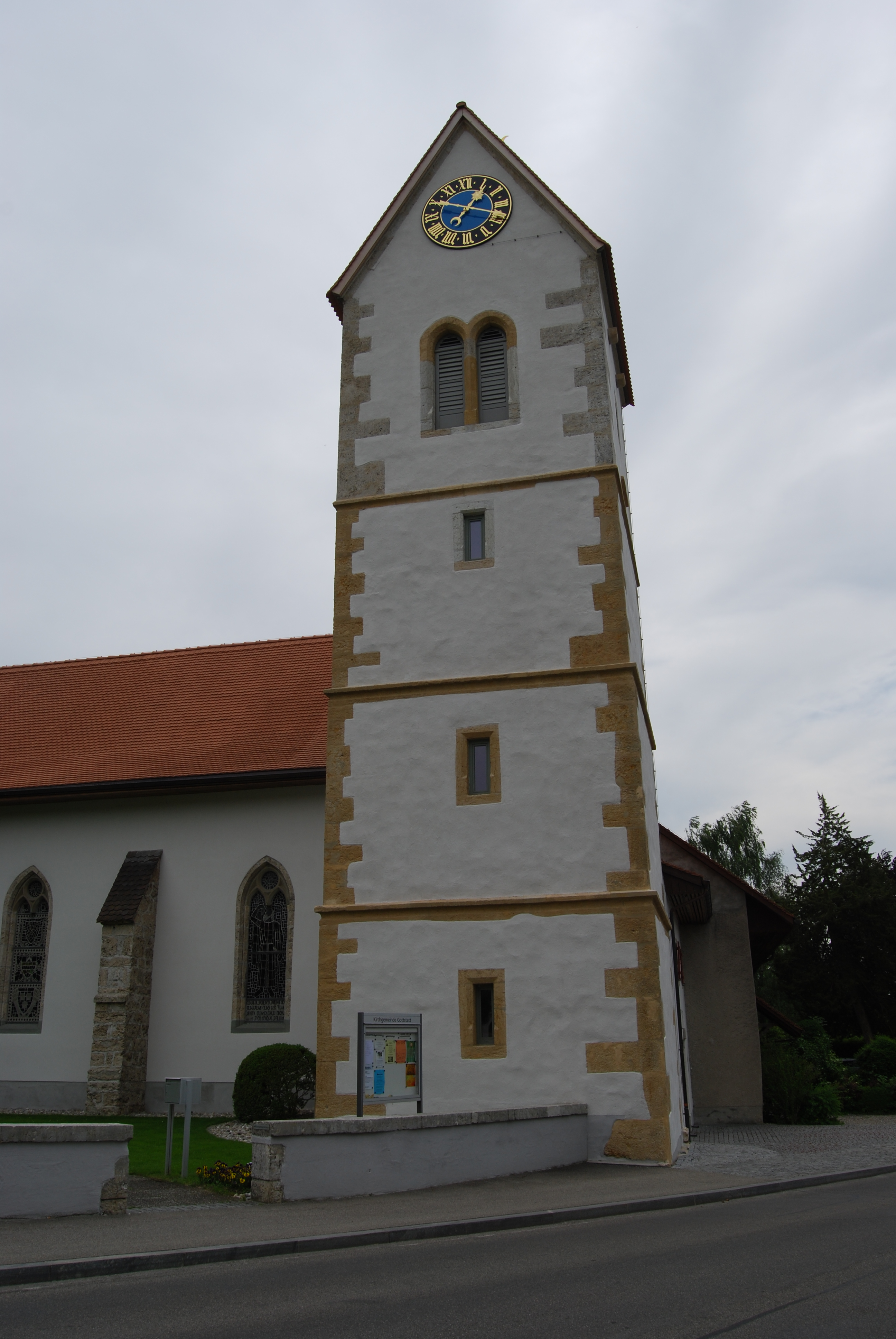
Klosterkirche Gottstatt
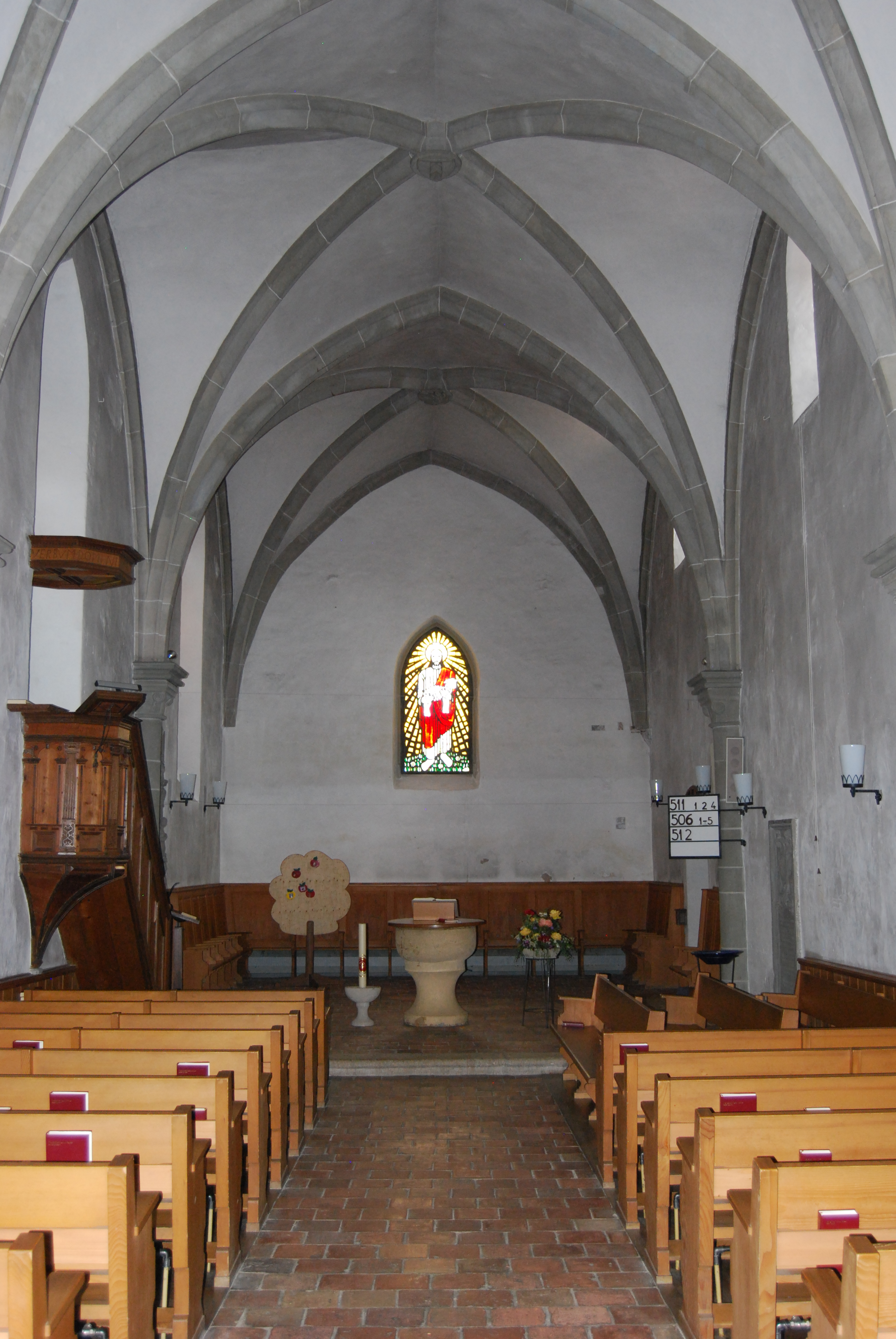
Innenansicht der Kirche Gottstatt
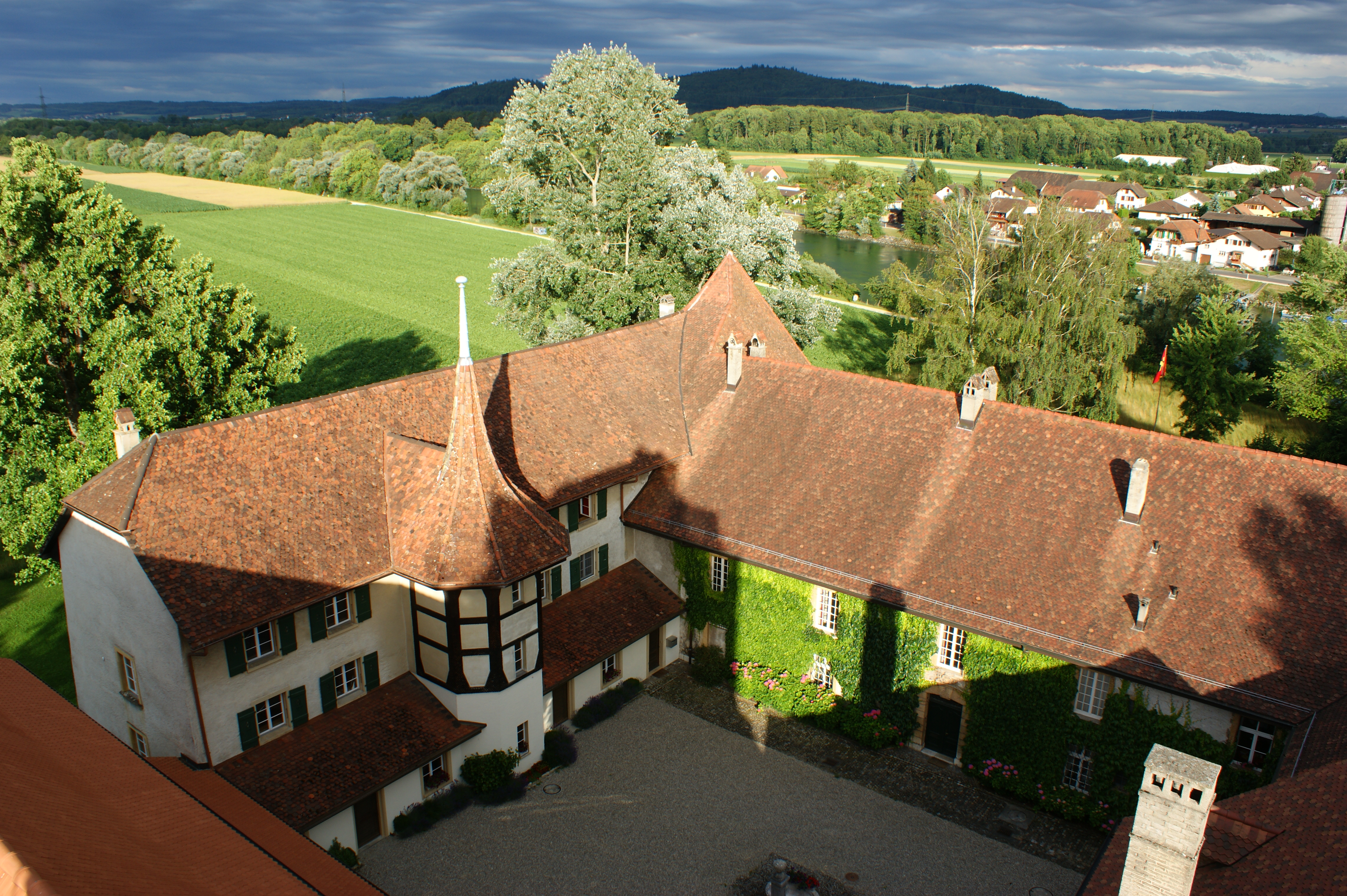
Kloster Gottstatt, im Hintergrund die Aare
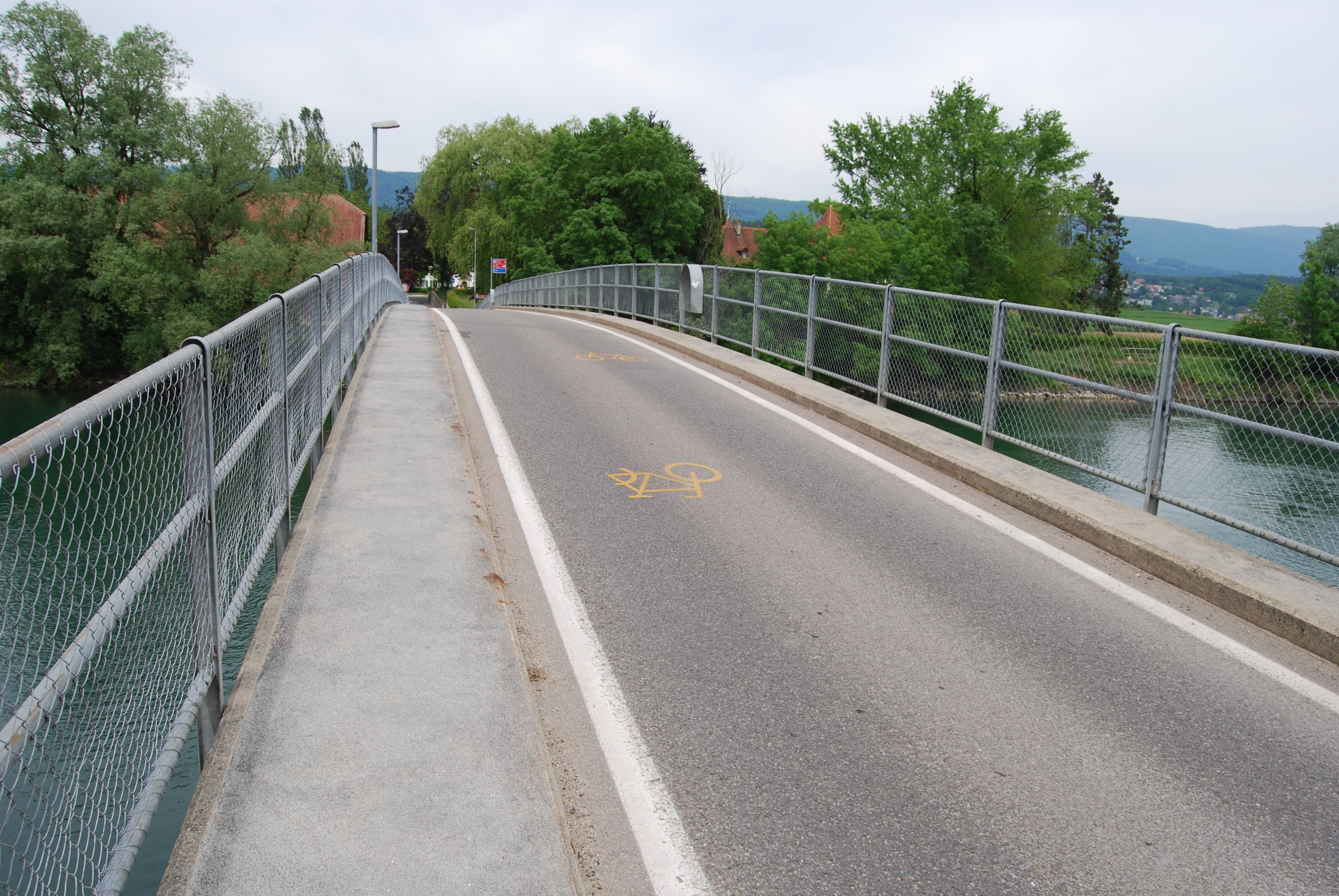
Brücke über den Nidau-Büren-Kanal zwischen Orpund und Scheuren
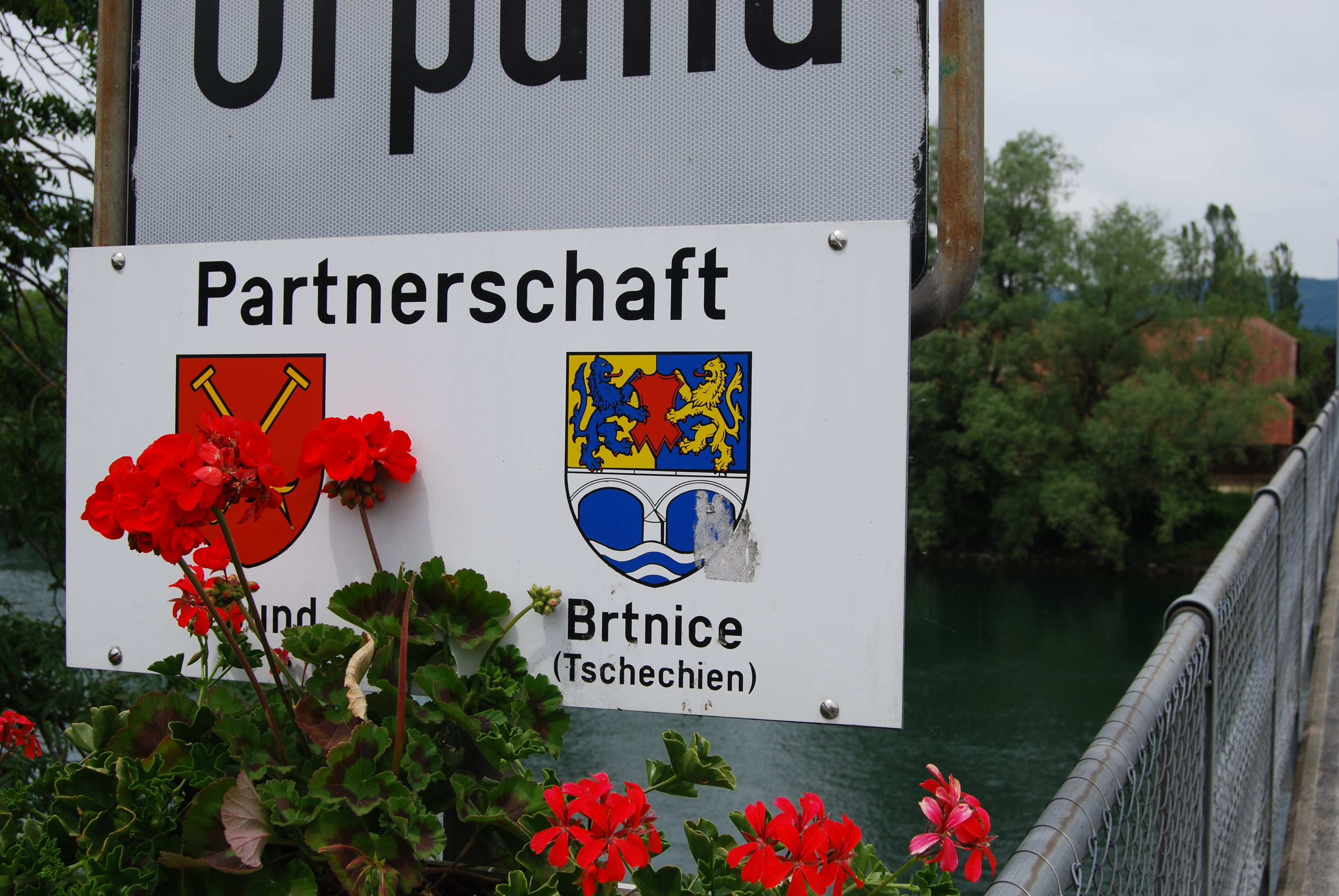
Ortsschild, das auf die Gemeindepartnerschaft mit Brtnice verweist
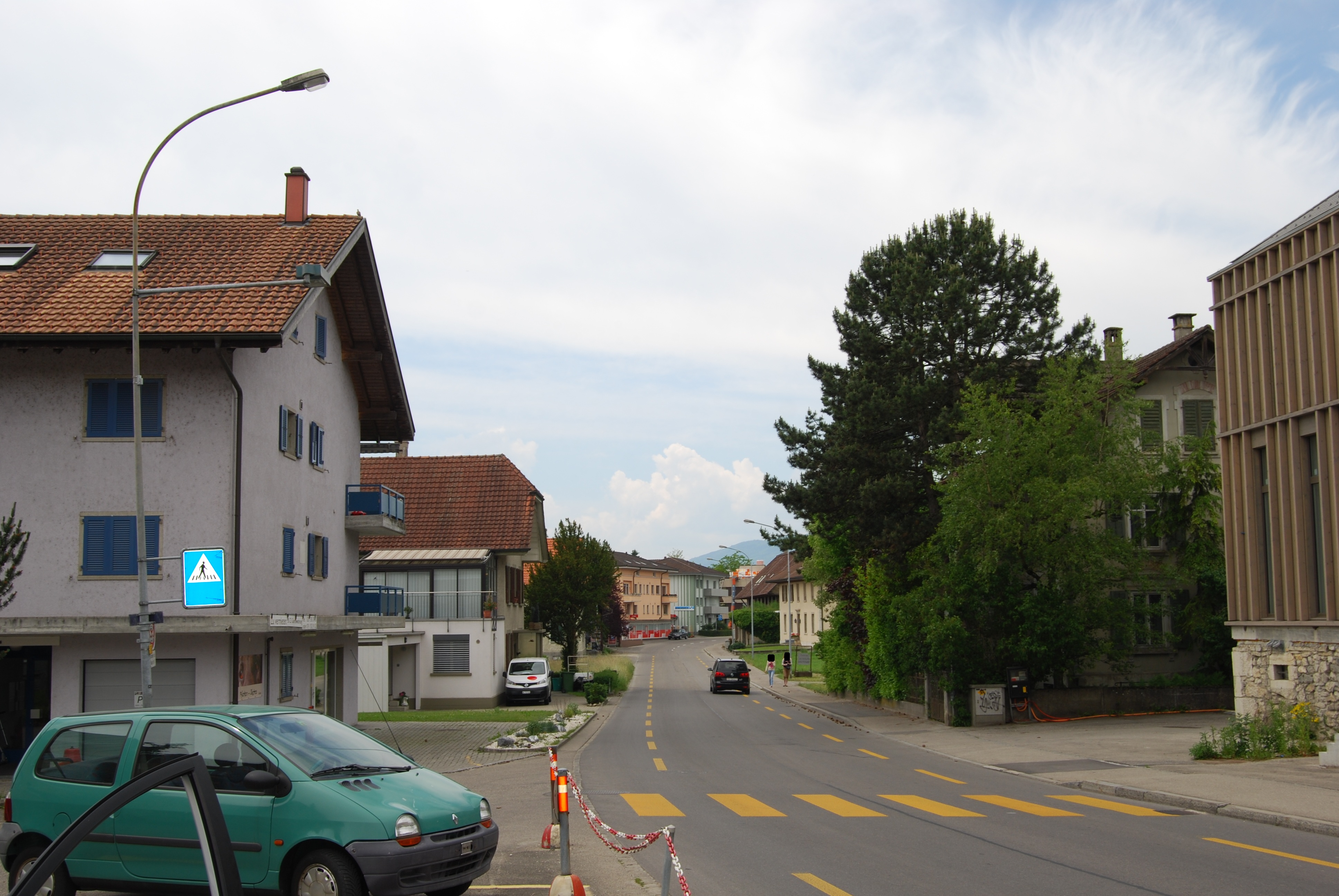
Hauptstrasse Richtung Westen

## Persönlichkeiten
- Georg Simon Ohm (1789–1854), deutscher Physiker, war Mathematiklehrer im ehemaligen Kloster Gottstatt
- Emanuel Friedrich Zehender (1791–1870), Schullehrer, Pomologe und Gutsbesitzer
- Emanuel Friedli (1846–1939), Schweizer Lehrer, Pfarrer und Dialektologe, war einige Zeit Pfarrer in Gottstatt
- Hausi Straub (1928–2024), Schweizer Musiker
- Meta Antenen (* 1949), Schweizer Leichtathletin
- Patrick von Gunten (* 1985), Schweizer Eishockeyspieler